# Adwoa Aboah
Adwoa Aboah (ur. 18 maja 1992 w Wielkiej Brytanii) – brytyjska modelka i działaczka społeczna. W grudniu 2017 roku zasłynęła z okładki dla rodzimej edycji magazynu Vogue. Zagościła także na okładkach amerykańskiego i włoskiego Vogue oraz magazynu i-D. Została nazwana Modelką Roku 2017 przez krytyków na corocznej gali nagród dedykowanych modzie.
Pojawiała się na wybiegach i w kampaniach reklamowych dla takich domów mody, jak Calvin Klein, Fendi, DKNY, Alexander Wang, H&M, Versace, Topshop, Fenty x Puma, Kenzo, Roberto Cavalli i Simone Rocha.
W 2017 została okrzyknięta Kobietą Roku przez magazyn GQ. Jest założycielką organizacji wspierającej młode kobiety pod nazwą „Gurls Talk”. Do wsparcia innych zainspirowała ją własna walka z depresją i uzależnieniem od narkotyków, które zwalczyła. W 2019 otrzymała nagrodę Barbie Shero, jako kobieta wzór dla dziewcząt.